# Bałanite
Bałanite (bułg. Баланите) – wieś w środkowej Bułgarii, w obwodzie Gabrowo, w gminie Gabrowo. Według danych Narodowego Instytutu Statystycznego, 31 grudnia 2011 roku wieś liczyła 18 mieszkańców.